# Ikboljon Akramov
Ikboljon Akramov (Fergana, RSS de Uzbekistán, 10 de octubre de 1983) es un exfutbolista de Uzbekistán que jugaba en la posición de centrocampista.

## Carrera

### Club
| Periodo   | Club               | Apariciones | Goles |
| --------- | ------------------ | ----------- | ----- |
| 2002-2013 | FK Neftchi Fergana | 198         | 4     |
| 2014      | FC AGMK            | 5           | 0     |
| 2015      | FC Andijon         | 18          | 1     |

### Selección nacional
Jugó para Uzbekistán en 3 ocasiones en 2007 y participó en la Copa Asiática 2007.